# Andrea Gritti

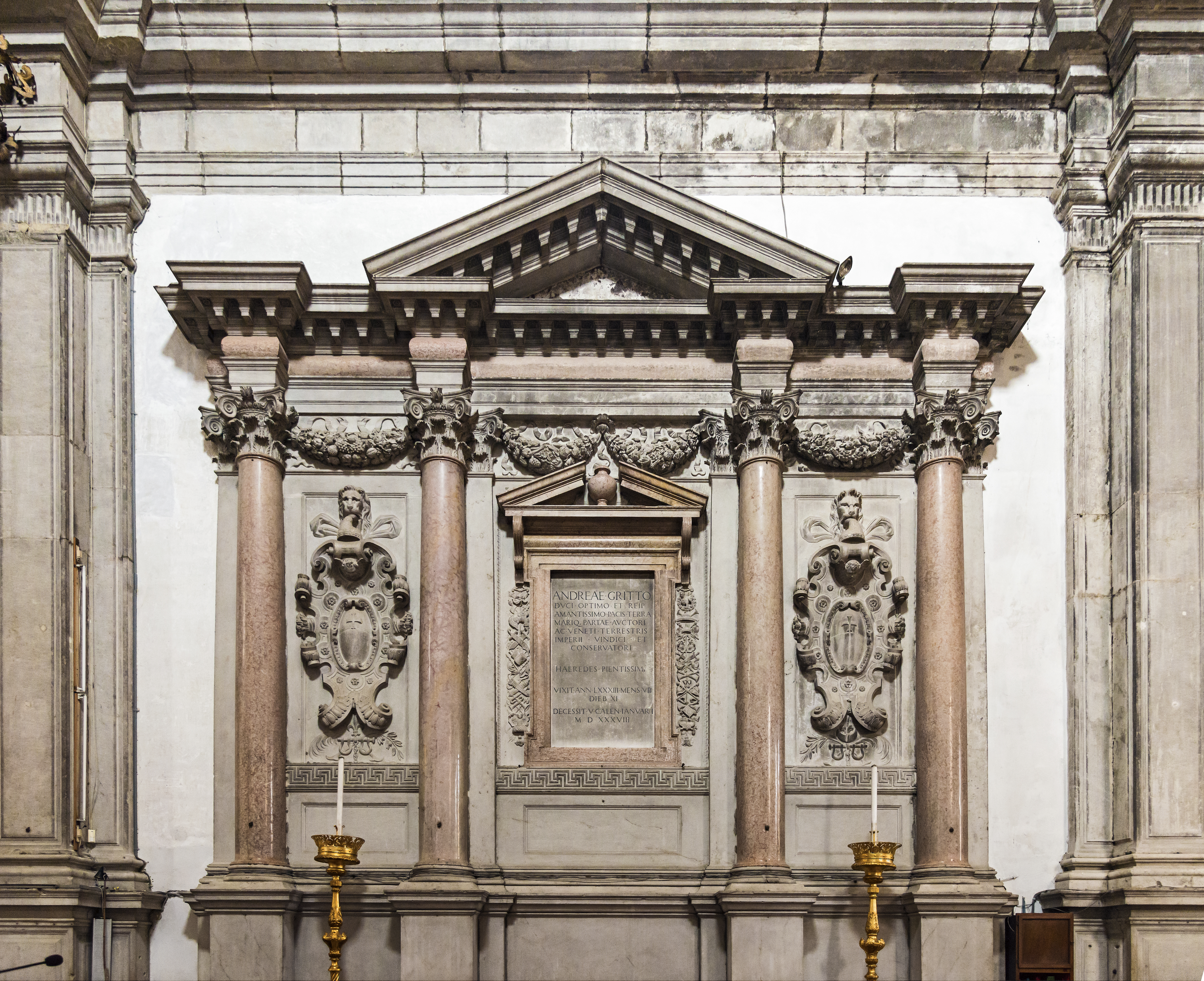
Su tumba en Venecia.

Andrea Gritti (Bardolino, 1455 – Venecia, 1538) fue dux de Venecia desde el año 1523 hasta 1538.
Gritti nació en la localidad de Bardolino, cercana a Verona, bajo dominio de la República de Venecia.  Miembro de una familia de la aristocracia veneciana, Gritti pasó varios años en Estambul, capital del Imperio Otomano, en calidad de diplomático encargado de velar por los intereses venecianos ante la corte del sultán. 
En el año 1499 el gobierno otomano lo encarceló acusándolo de espionaje, pero la amistad de Gritti con el Gran Visir Mesih Pasha le permitió escapar de una segura condena a muerte, y logró ser liberado años después, al terminar la segunda guerra turco-veneciana.

## Carrera militar
De vuelta en Venecia, Gritti ocupó cargos gubernamentales pero pronto fue necesario que interviniera en el mando militar, cuando la Liga de Cambrai fue formada secretamente a fines de 1508 contra la República de Venecia. El 14 de mayo de 1509 los ejércitos venecianos sufrieran una severísima derrota ante las tropas francesas en la Batalla de Agnadello, perdiendo gran parte de su poderío bélico terrestre y debiendo abandonar al invasor la mayor parte de sus posesiones del norte de Italia. En esa situación Andrea Gritti fue designado jefe de las fuerzas venecianas en Treviso, y se le encargó promover revueltas contra las tropas francesas que habían invadido territorio veneciano. 
Gritti logró recueprar Padua para los venecianos a fines de 1509 y consiguió luego defenderla exitosamente contra las tropas del Sacro Imperio Romano Germánico. Al morir el condottiero Niccoló di Pitigliano contratado por Venecia, Gritti asumió el mando total de las fuerzas venecianas de tierra guerreando contra los franceses aunque sin lograr impedir sus avances. No obstante, Gritti mostró amplias dotes dioplomáticas, logrando que el papa Julio II abandonara la Liga de Cambrai en 1510 por temor a una extensión del poderío francés en el norte de Italia y fundara la Liga Santa de Venecia, el Papado, España, y el Sacro Imperio contra Francia.
Luego, Gritti dirigió las negociaciones diplomáticas para la creación de una alianza veneciana con Francia en 1512 y luchar juntos contra la Liga Santa con el propósito de rechazar el creciente poder del Papado, aliado ahora con España, Inglaterra y el Sacro Imperio, manteniendo su cargo de jefe supremo del ejército veneciano durante las guerras subsisguientes hasta 1513, en que los contendientes culminaron sus luchas por el mutuo agotamiento. Aun así, la paz conservó en gran parte el statu quo previo, lo cual implicaba para la República de Venecia conservar sus territorios en Italia y su poderío económico.

## Dogado de Venecia
Cuando el año 1523 Gritti fue elegido dux, celebró un tratado con Carlos I de España para que la República de Venecia se mantuviera neutral en las Guerras Italianas entre franceses y españoles, considerando que Venecia poco tenía que ganar con una expansión territorial propia en el Norte de Italia, y además esa política arriesgaba a la República veneciana a sufrir derrotas tan desastrosas como la de Agnadello en 1509. Lejos de ello, Gritti se esforzó por dirigir los esfuerzos venecianos hacia el Mediterráneo.
Durante dicho periodo el dux Gritti luchó para que Francia y España eliminaran gradualmente su competencia en el norte de Italia y prestaran atención a los avances del Imperio Otomano en Hungría (sobre todo tras la derrota húngara en la Batalla de Mohács en 1526) y el aumento del poder naval turco en el Mediterráneo, temas que preocupaban mucho más al gobierno de Venecia. 
No obstante esta política, los venecianos no pudieron evitar un ataque de la flota otomana contra Corfú en 1537, lanzando a Venecia a otra nueva guerra con los otomanos, la cual Gritti no pudo concluir pues murió en diciembre de 1538.